# Нельгюу
Нельгюу́ (также Хара) — река в Нерюнгринском районе Якутии, правый приток Тимптона. Длина реки — 115 км (164 км от истока Большой Нельгюу). Площадь водосборного бассейна — 2740 км².
Река образуется слиянием рек Большая Нельгюу и Малая Нельгюу на юго-западных склонах Алдано-Учурского хребта в системе Алданского нагорья на высоте более 910 м над уровнем моря. В верховьях течёт преимущественно на северо-восток по залесённой межгорной долине. После впадения справа притока Улахан-Кёмюс поворачивает на север и далее на северо-запад. Впадает в Тимптон по правому берегу на отметке 414 м над уровнем моря, в 215 км от устья Тимптона, ниже впадения Хатымы. Ширина перед устьем — 50 м при глубине 1,1 м; скорость течения в низовьях составляет 1,1 м/с. Замерзает со второй половины октября до середины мая. Населённые пункты на реке отсутствуют. 

## Основные притоки
Указаны поименованные притоки длиной 20 км и более
| Название        | Расстояние от устья | Длина | Положение |
| --------------- | ------------------- | ----- | --------- |
| Кен-Юрях        | 4,5                 | 28    | правый    |
| Олонгро         | 9                   | 26    | правый    |
| Кирджагис       | 34                  | 21    | левый     |
| Нельчуха        | 39                  | 28    | правый    |
| Улахан-Юрях     | 40                  | 28    | правый    |
| Улахан-Кёмюс    | 86                  | 27    | правый    |
| Большая Нельгюу | 115                 | 49    | правый    |
| Малая Нельгюу   | 115                 | 28    | левый     |

## Данные водного реестра
По данным государственного водного реестра России и геоинформационной системы водохозяйственного районирования территории РФ, подготовленной Федеральным агентством водных ресурсов:
- Бассейновый округ — Ленский
- Речной бассейн — Лена
- Речной подбассейн — Алдан
- Водохозяйственный участок — Алдан от водомерного поста города Томмот до впадения реки Учур
- Код водного объекта — 18030600212117300005763